# Waldemar I van Anhalt
Waldemar I van Anhalt (overleden op 7 januari 1368) was van 1316 tot 1368 vorst van Anhalt-Zerbst. Hij behoorde tot het huis Ascaniërs. 

## Levensloop
Hij was de jongste zoon van vorst Albrecht I van Anhalt-Zerbst en diens tweede echtgenote Agnes van Brandenburg, dochter van markgraaf Koenraad I van Brandenburg.
Na de dood van zijn vader in 1316 erfde Waldemar I samen met zijn jongere broer Albrecht het vorstendom Anhalt-Zerbst. Omdat de broers toen nog minderjarig waren, werden ze onder het regentschap geplaatst van hun oom langs moederkant, markgraaf Waldemar van Brandenburg. Toen Albrecht en Waldemar officieel volwassen werden verklaard, beslisten ze niet om hun gebieden onderling te verdelen zoals gebruikelijk was, maar om de gebieden gezamenlijk te besturen. Dit gebeurde dan wel in twee verschillende residenties: Waldemar I ging in Dessau regeren, terwijl Albrecht II afwisselend in Zerbst en Köthen regeerde.
In 1359 benoemde Albrecht II zijn oudste zoon Albrecht III tot medevorst van Anhalt-Zerbst, maar die stierf kort nadien. Drie jaar later, in 1362, stierf Albrecht II, waarna Waldemar medevorst van Anhalt-Zerbst werd naast zijn neef Johan II.
In 1368 stierf Waldemar I. Zijn zoon Waldemar II werd hierdoor de nieuwe medevorst naast Johan II.

## Huwelijken en nakomelingen
Op 22 juni 1344 huwde Waldemar met Elisabeth (overleden na 1351), dochter van hertog Rudolf I van Saksen-Wittenberg. Ze kregen zes kinderen:
- Waldemar II (overleden in 1371), vorst van Anhalt-Zerbst
- Beata (overleden rond 1379), zuster in het klooster van Coswig
- Sophia (overleden na 1412), zuster in het klooster van Coswig
- Agnes (overleden na 1375), zuster in het klooster van Coswig
- Judith (overleden na 1375), zuster in het klooster van Coswig
- Gertrude (overleden rond 1371)

In 1365 huwde hij een tweede maal met Beatrix (overleden in 1387), dochter van Obizzo III d'Este, heer van Ferrara. Dit huwelijk bleef echter kinderloos.